# Śródsierdzie
Śródsierdzie – środkowa warstwa ściany serca kręgowców. Znajduje się pomiędzy nasierdziem a wsierdziem.
Składają się na nie:
- szkielet serca (miejsce przyczepu mięśnia sercowego, oddziela przedsionki od komór),
- mięsień sercowy (śródsierdzie właściwe),
- układ bodźcotwórczo-przewodzący.